# ロビンソン百貨店
ロビンソン百貨店（ロビンソンひゃっかてん、Robinson's）は、かつてそごう・西武が運営していた日本の百貨店である。
また、株式会社ロビンソン百貨店（英: Robinson Department Store Co., Ltd.）は、2009年8月31日までこれを運営していたセブン&アイグループの企業である（法人としては解散）。
2013年2月の時点で2店舗残存していたが、2013年3月より同じそごう・西武が運営する「西武」ブランドに転換した。

## 歴史

### ヨークマツザカヤとロビンソン・ジャパンの展開
1984年に「イトーヨーカ堂」が、札幌松坂屋の再建支援の実績（「ヨークマツザカヤ」）をバックにアメリカのJ. W. ロビンソン社（現在は廃業）と提携して、株式会社ロビンソン・ジャパンを設立したのが始まりである。
1985年11月に、イトーヨーカ堂のドミナントエリアの中で百貨店空白地帯であった埼玉県春日部市に、三井不動産による「春日部三井ショッピングセンター」の核テナントとして、最初の春日部店を開業した。開店時に行われたオープニングセレモニーには、創業の地ロサンゼルスから市長のトム・ブラッドレイも出席した。
ここには当初、「西武百貨店」（当時は西武流通グループ）が入居することが決まっていた。1982年9月に、店舗を運営する現地法人「春日部西武」を設立し、1984年6月に開店する事を目指した。だが、建設計画中の1983年10月に、西武流通グループ側は開店時期を「1987年度内に延期する」と要請。これを巡り、開店時期を「遅くとも1985年度内」と求めていたビルオーナーの三井不動産側等と意見が対立した事で西武流通グループ側は出店契約を解除した。三井不動産はショッピングセンター計画を維持しつつ、代替テナントを募る事になった。
これを見たイトーヨーカ堂側が、同年11月にテナントを引き受ける形で、上記の「ヨークマツザカヤ」を出店させることとなった。その後、建設中の1984年9月26日にイトーヨーカ堂がロビンソン社と提携したことを受けて、ヨークマツザカヤから「ロビンソン百貨店」へ変更となった。
また1990年4月には、栃木県宇都宮市に宇都宮店を開業させ、1994年3月にはヨークマツザカヤの経営をロビンソン・ジャパンに譲渡させ、ロビンソン百貨店札幌店とした。2000年9月には、ダイナシティWESTの核店舗として小田原店を開業させ、一時期は国内に最大4店舗に拡大した。
この間にロビンソンは、「東京23区最後の駅前再開発」と呼ばれた足立区・北千住駅前の商業施設へ丸井・三越・東武百貨店などと出店を目指して争い、イトーヨーカ堂創業の地でもあることなどから最後まで出店に拘ったが、最終的には丸井に敗退する結果となった。
2003年、イトーヨーカ堂は新たに、株式会社ロビンソン百貨店を設立し、債務超過となった株式会社ロビンソン・ジャパンから百貨店事業を引き継がせ、不採算だった宇都宮店を9月に閉店させた。

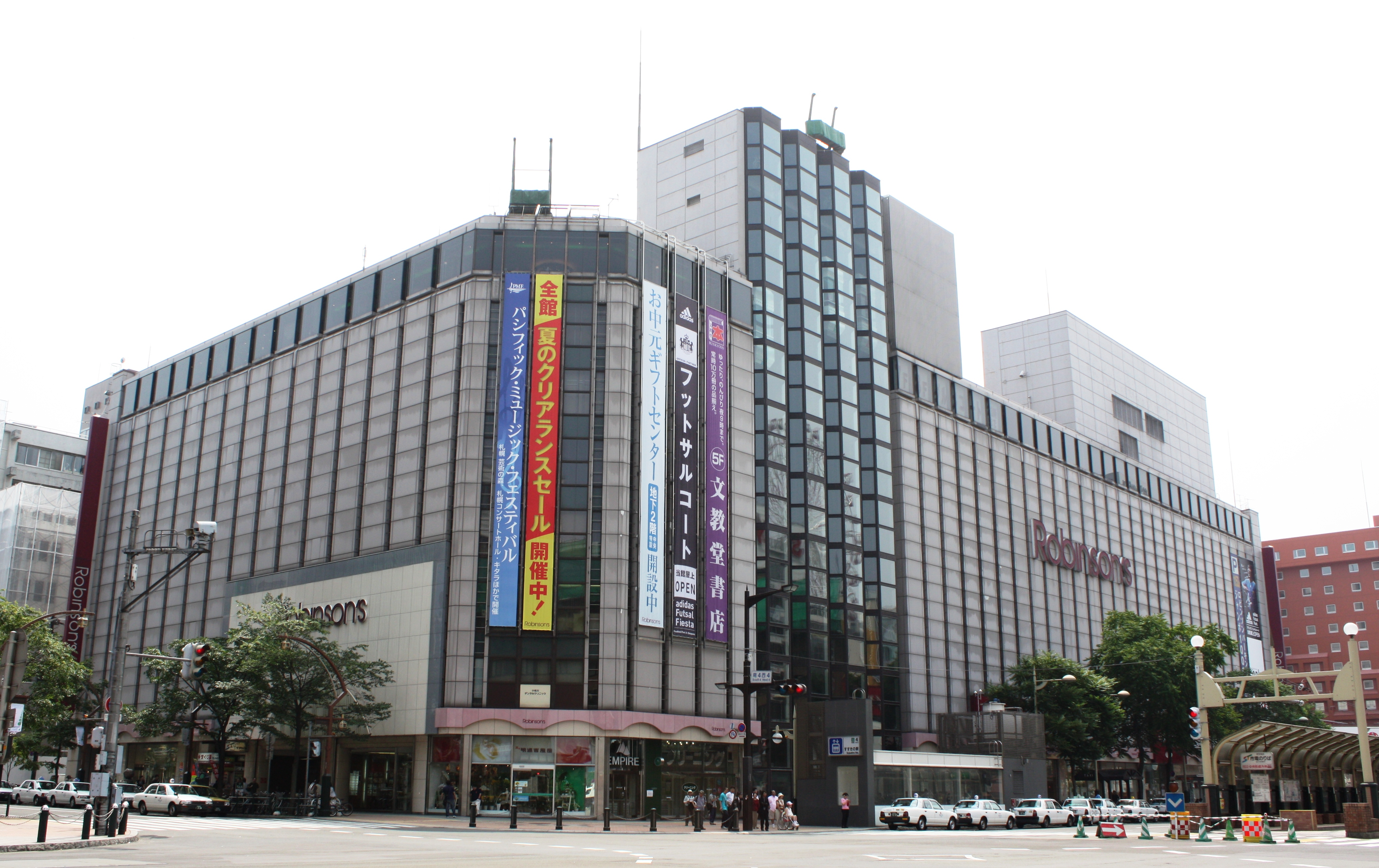
札幌店（2008年7月）
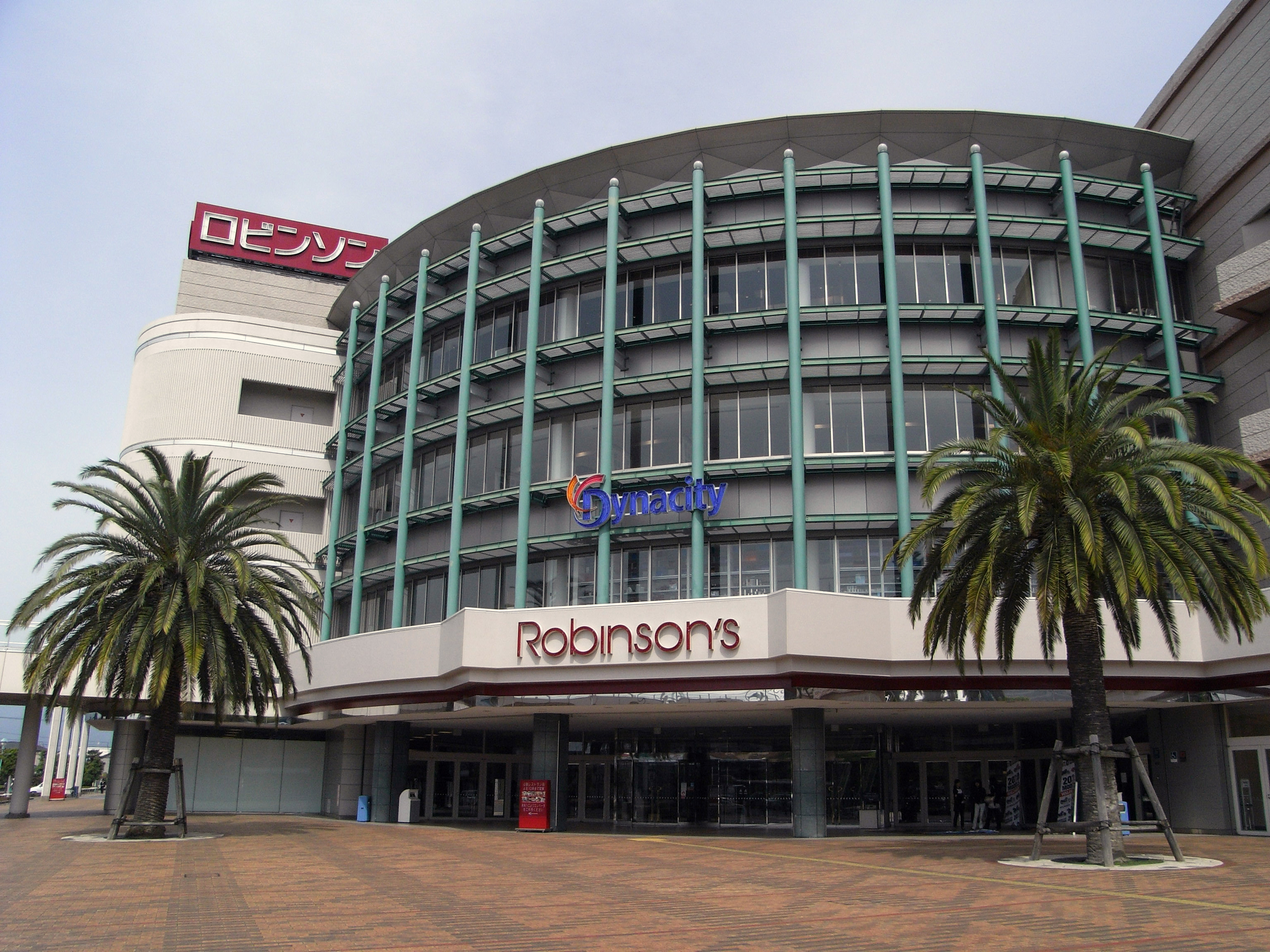
小田原店（2010年5月）

### そごう・西武への統合
2007年、イトーヨーカ堂の親会社のセブン&アイ・ホールディングスは、当時完全子会社になっていたそごうと西武百貨店の持株会社である株式会社ミレニアムリテイリングに、ロビンソン百貨店の営業業務を移管した。将来ロビンソン百貨店を、ミレニアム傘下のそごうと西武百貨店に統合させ、運営を一本化してグループ全体の百貨店事業の効率運営を目指すことが狙いであった。
その後、セブン&アイは前述の構想の通り、2009年8月1日にそごう、西武百貨店、ミレニアムリテイリングの3社を合併し「株式会社そごう・西武」として再編、同年9月1日にロビンソン百貨店をそごう・西武に合併させてグループの百貨店事業を1社に統合した。
そごう・西武と合併してからも、クレジットカードは西武やそごうが扱う「《セゾン》カード」ではなく、「ロビンソン-アイワイカード」、ポイントカードは「クラブ・オンカード」ではなく「ロビンソンポイントカード」を発行していた。

### ロビンソン百貨店の消滅

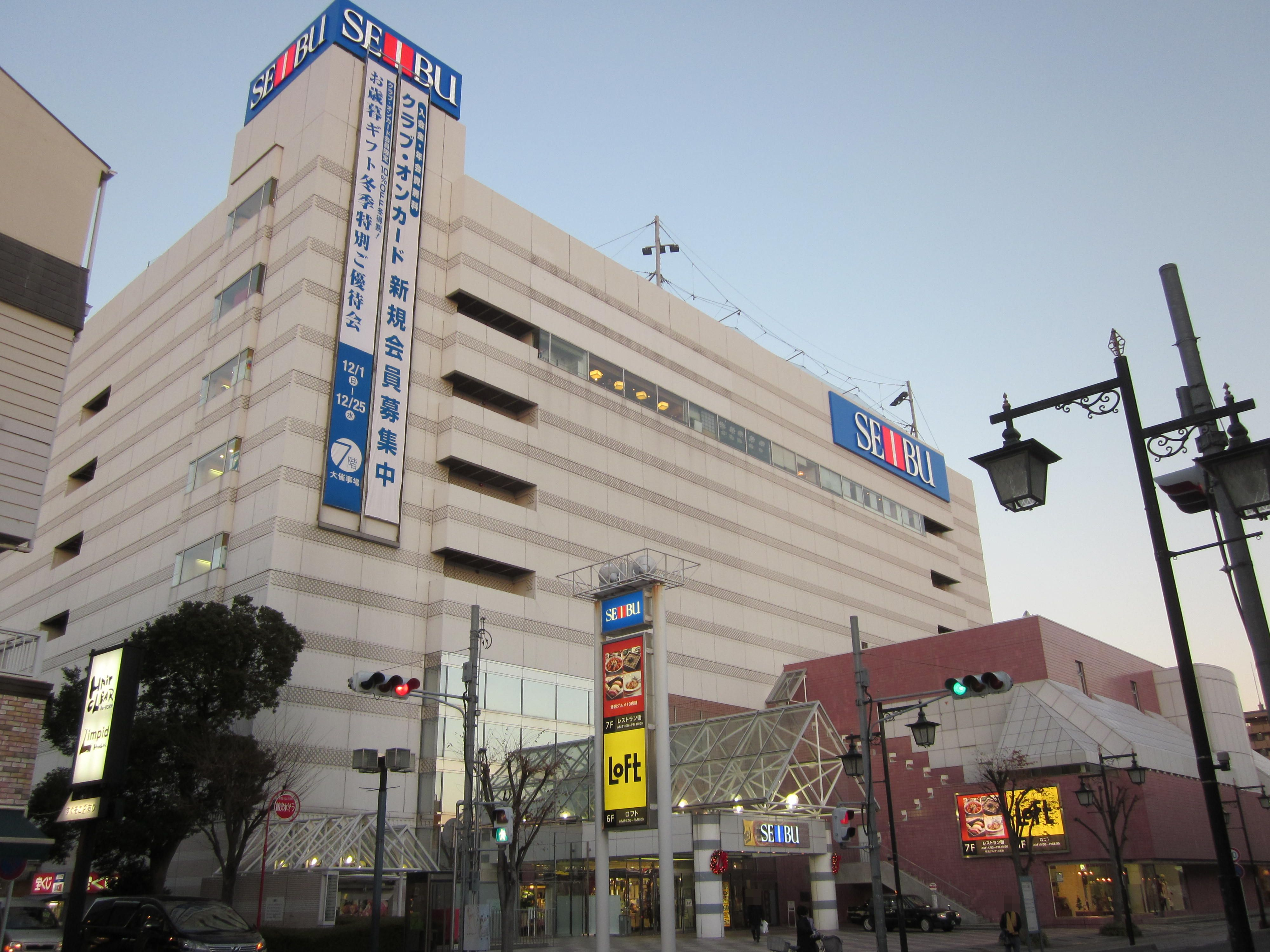
西武春日部店（2013年12月15日撮影）
（現：匠大塚 春日部本店）

2013年1月11日に、セブン＆アイ・ホールディングス傘下のそごう・西武は、同社が運営する「ロビンソン百貨店」の春日部店と小田原店の2店を、同年3月1日に「西武」ブランドに転換すると発表。食品売り場などを改装して集客力を高めるほか、クレジットカードを「セゾンカード」、ポイントカードを「クラブ・オンカード」に一本化するなどして運営を効率化することを狙いとした。
同年2月28日に国内2店の営業終了を持って、ロビンソン百貨店は消滅。翌日の3月1日には、「西武春日部店」「西武小田原店」の名称とされた。
春日部店は上記のような進出解除の経緯、また小田原店については、かつて小田原市中心部に「志澤西武」として存在していたこともあり、事実上西武百貨店が再進出・復活することになった。
転換当初の春日部店は売り上げが好調であったものの、ロードサイド店の進出や、2013年3月に開業したイオンモール春日部の影響などが大きく、売り上げ不振に陥ったために2016年（平成28年）2月29日をもって閉店した。閉店後は、家具販売の「匠大塚」が土地・建物を買い取り、2016年（平成28年）6月29日に「匠大塚 春日部本店」としてオープンした。
小田原店も2018年2月28日に閉店したため、旧ロビンソン百貨店の店舗は全て閉店した。

## 年表
- 1974年（昭和49年）6月 - 松坂屋の子会社店舗「札幌松坂屋」開店。
- 1978年（昭和53年） - イトーヨーカ堂と札幌松坂屋が提携し「株式会社ヨークマツザカヤ」発足。
- 1979年（昭和54年）4月28日 - ヨークマツザカヤ開店[13]。
- 1984年（昭和59年）10月31日 - イトーヨーカ堂の完全子会社として「株式会社ロビンソン・ジャパン」設立[1]。
- 1985年（昭和60年）11月28日 - 春日部店開店[3]。
- 1990年（平成2年）10月30日 - 宇都宮店開店。
- 1994年（平成6年）3月 - ヨークマツザカヤの経営がロビンソン・ジャパンへ移り、ロビンソン百貨店札幌となる[14]。
- 2000年（平成12年）9月28日 - 小田原店開店[15]。
- 2002年（平成14年）4月 - 札幌店リニューアル。3階以上を専門店街ラフィラとしてオープン。
- 2003年（平成15年） - イトーヨーカ堂、三井物産と合弁で新会社「株式会社ロビンソン百貨店」設立。債務超過となったロビンソン・ジャパンは、札幌店・春日部店・小田原店の経営を新会社に引き継ぐ。9月30日に宇都宮店を閉店。
- 2007年（平成19年） - ロビンソン百貨店の営業面の業務を株式会社ミレニアムリテイリング（現そごう・西武）に移管。
- 2009年（平成21年）
  - 1月18日 - 札幌店閉店[14]（3 - 8階の専門店街は引き続き営業）。
  - 9月1日 - 株式会社ロビンソン百貨店、株式会社そごう・西武に吸収され解散。
- 2013年（平成25年）3月1日 - 春日部・小田原両店舗の屋号を「西武」に変更[2]。
- 2016年（平成28年）2月29日 - 春日部店閉店[9]。閉店後の店舗に匠大塚春日部本店が開業した。
- 2018年（平成30年）2月28日 - 小田原店閉店。これにより、旧ロビンソン百貨店の店舗は全て閉店。

## かつて運営していた店舗

### 2013年2月まで営業していた店舗（「西武」ブランドに転換）
- 春日部店 - 埼玉県春日部市粕壁東2-5-1[16]（北緯35度58分54.6秒 東経139度45分30.7秒 / 北緯35.981833度 東経139.758528度）。1985年（昭和60年）11月28日開店[3]。旧法人の本社所在地でもあった。7階には東急レクリエーションが経営していた映画館「ロビンソンシアター」（257席）が存在していたが、2005年8月に閉館した。跡地は催事場となっている。(第一回上映作品は1985年12月7日から『グーニーズ』だった)。2016年（平成28年）2月29日閉店[9]。
- 小田原店 - 神奈川県小田原市中里208[16]（ダイナシティWEST[15]・北緯35度17分2.6秒 東経139度11分7.7秒）。2000年（平成12年）9月28日開店[15]。ドラマ『プリティガール』『ハケンの品格』『プロポーズ大作戦』の収録が行われたことがある。2018年2月28日閉店。

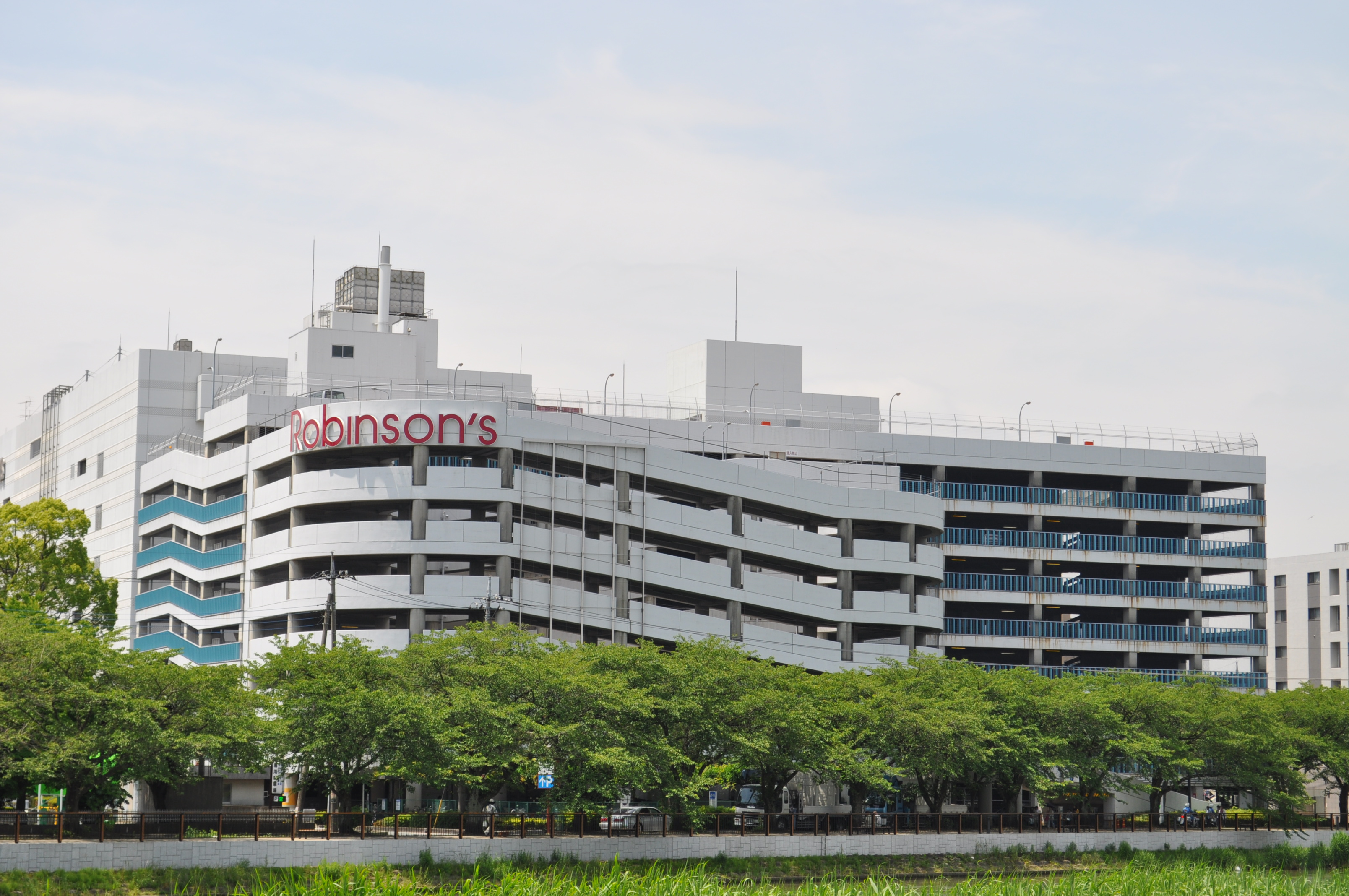
ロビンソン春日部店時代
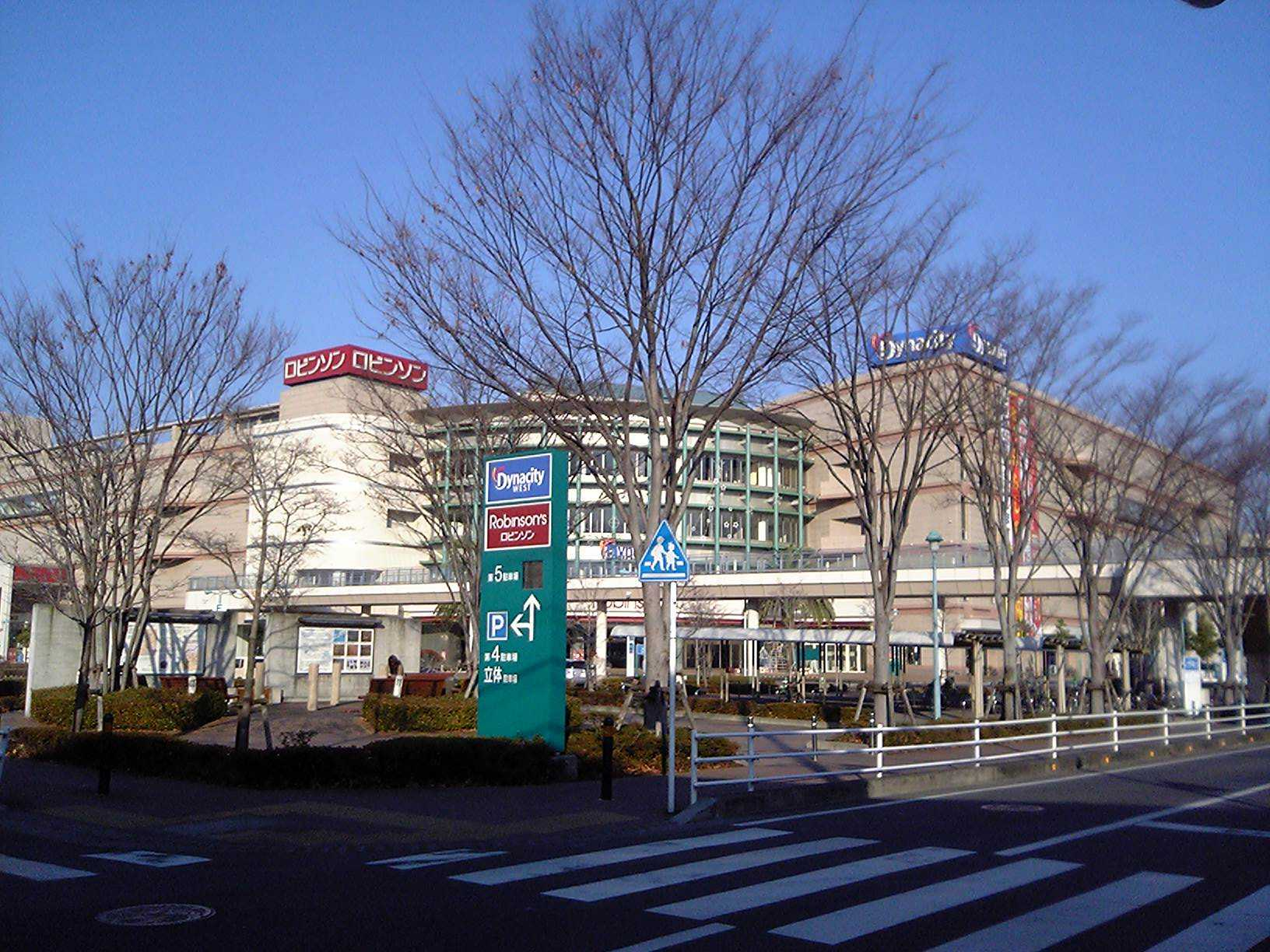
ロビンソン小田原店時代

### 2013年2月以前に閉店
- 宇都宮店 - 栃木県宇都宮市駅前通1-4-6[16]（JR宇都宮駅西口再開発ビル）。1990年（平成2年）10月開店[16]。2003年9月に閉店。後継の核テナントが未定であった事から売場フロア全体がシャッターで閉鎖される（別区画の小規模店舗は一部営業継続）。2005年4月に家主である三井不動産が「ララスクエア宇都宮」を開店した[17]（主要テナントはヨドバシカメラ、新星堂、GAPなどの衣料品・アパレル店、食料品店、飲食店など）。2020年1月に三井不動産が日本エスコン（現：エスコン）へ施設を売却し、同年2月にトナリエ宇都宮に改称した[18][19]。
- 札幌店 - 北海道札幌市中央区南4条西4丁目1番地[16]（すすきの駅前・ススキノ十字街ビル）。1974年6月開店の札幌松坂屋を引継いだヨークマツザカヤを吸収して1994年3月開店、2009年1月18日閉店[14]。2009年9月には西武札幌店も閉店しており、札幌そごうも2000年に閉店しているため、セブン&アイが当時有していた百貨店3ブランドとも札幌から撤退することになった。2009年3月26日、ススキノラフィラとして再オープン（1階はアインファーマシーズ、地下1・2階には食品特化型のイトーヨーカ堂）[20]。その後2020年5月17日をもち閉店。2023年11月からCOCONO SUSUKINOとしてオープンしている。

## 付記
- 前述の通り設立に当たってはアメリカ西海岸に拠点をおいていたロビンソンデパートとの提携によりスタートしているが、会社解散時には資本関係はなくなっている。ロビンソンデパートはメイデパートに買収され、その後メイがメイシーズに買収されたため、店舗はメイシーズへの転換または売却が行なわれた。
- スピッツの「ロビンソン」という曲のタイトルは、タイにあるロビンソン百貨店が由来であり[21]、直接的な関係はないが、札幌店の閉店時のBGMに同曲が使用された。
- 映画『ガメラ2 レギオン襲来』には札幌店が登場するが、作品内で破壊されるため、札幌店からの要望で店名が「バンデラス」と変更された。
- 北海道の民放では、札幌松坂屋時代より長らくテレビショッピングコーナーや番組を放送していた。主に出演していた池沢和憲は札幌店閉店後に独立して「いいもの直行便」を立ち上げ、北海道文化放送『のりゆきのトークDE北海道』→『さあ!トークだよ』→『U型ライブEXPRESS』のコーナーとして放送されている。
- 春日部店の反対側の東武鉄道春日部駅西口側には、総合スーパーのイトーヨーカドー春日部店が、小田原の場合では、イトーヨーカドー小田原店（ダイナシティEASTの核店舗）と同じショッピングセンターに存在する。ロビンソン百貨店消滅時点で、そごう・西武の運営する各百貨店とセブン&アイホールディングスの他業種の店舗が近接するケースとして、関東では船橋（西武とイトーヨーカドー）、柏（そごうとイトーヨーカドー）と川口（そごうとザ・プライス、アリオ川口）、および関西の八尾（西武とアリオ八尾）の例があった。小田原の他には船橋と川口が該当していたが（それ以外はいずれも百貨店側が閉店）、2018年2月に西武小田原店と西武船橋店が、2021年2月にはそごう川口店も閉店した。